# Батгейт, Энди
Эндрю Джеймс (Энди) Батгейт (англ. Andrew James 'Andy' Bathgate; 28 августа 1932, Виннипег, Манитоба — 26 февраля 2016) — канадский хоккейный нападающий и тренер. Батгейт, обладатель Мемориального кубка (1952, с клубом «Гуэлф Билтморз»), Кубка Стэнли (1964, с клубом «Торонто Мейпл Лифс»), Кубка Лестера Патрика (1969, 1970 с клубом «Ванкувер Кэнакс») и Харт Трофи в сезоне 1958/59, дважды включался в первую сборную НХЛ и дважды во вторую. Член Зала хоккейной славы с 1978 года; номер 9, под которым Батгейт выступал в «Нью-Йорк Рейнджерс», закреплён за ним навечно с 2009 года.

## Биография
Энди Батгейт, уроженец Виннипега, делал свои первые шаги в хоккее на открытых катках родного города. Его старший брат Берни играл в хоккей в младших профессиональных лигах, в том числе в клубе «Пентинктон Вис», выигравшем чемпионат мира 1955 года как сборная Канады. Другой брат Энди, Фрэнк, некоторое время играл с ним в одном клубе сначала в молодёжной лиге, а потом в НХЛ.
Сам Энди уже в начале карьеры проявил себя не только как бомбардир, но и как отличный пасующий. Он достаточно рано подписал связывающий контракт (известный как «форма С») с клубом НХЛ «Нью-Йорк Рейнджерс». Из нескольких фарм-клубов «Рейнджерс» он в основном играл в «Гуэлф Билтморз» (также известных как «Билтмор Мадхаттерз» — в честь местной шляпной фабрики) в Хоккейной ассоциации Онтарио, где вместе с ним выступал его брат Фрэнк. Чтобы Фрэнк и Эдди могли играть вместе, семья Батгейтов даже перебралась из Манитобы в Онтарио. Свой первый матч за гуэлфскую команду Энди провёл в 17 лет и продолжал выступать за неё до 20-летнего возраста. В первом же своём матче в «Билтмор Мадхаттерз» он получил тяжёлую травму левого колена, после которой до конца жизни ходил со стальной пластинкой в коленной чашечке, но быстро вернулся в строй и дошёл с «Гуэлфом» до финала Мемориального кубка в сезоне 1949/50, где его клуб проиграл молодёжной команде «Монреаль Канадиенс». За этот сезон Батгейт-младший набрал 46 очков по системе «гол+пас», а уже на следующий год принёс клубу 90 очков — 33 гола и 57 результативных передач. В свой последний сезон в Гуэлфе — в 1951/52 — Батгейту всё же удалось стать обладателем Мемориального кубка, когда его команда победила в восточном финале «Канадиенс», а затем всухую в четырёх матчах переиграла чемпионов Запада «Реджайна Пэтс».
Батгейт зарекомендовал себя как игрок, не стремящийся к физической борьбе, но обладающий блестящей техникой владения шайбой и способный в одиночку обойти всю команду соперника. Вскоре после начала четвёртого сезона с «Гуэлфом» он был вызван в состав «Нью-Йорк Рейнджерс», неудачно начавших год и искавших возможности усиления. Он не сразу закрепился в основном составе клуба НХЛ, в общей сложности за этот и следующий сезоны сыграв за «Нью-Йорк» 38 матчей, а в основном выступая за дочерние клубы в Западной и Американской хоккейной лиге. Лишь в сезоне 1954/55 он стал постоянным игроком «Рейнджерс». За этот сезон на его счету было 20 голов и 20 передач, а в дальнейшем Батгейт стал безусловным лидером нападения «Рейнджерс». Восемь лет подряд он возглавлял список лучших бомбардиров клуба по системе «гол+пас» и девять лет подряд входил в десятку лучших бомбардиров всей лиги. Вероятно, его лучшим годом в Нью-Йорке стал сезон 1958/59, когда он возглавил список игроков НХЛ по числу результативных передач, получил Харт Трофи как самый полезный игрок лиги и был избран в первую сборную всех звёзд НХЛ, опередив в голосовании знаменитого Горди Хоу как лучший правый нападающий. Он также попал в первую сборную звёзд НХЛ в 1962 году, а в 1958 и 1963 годах включался во вторую сборную. В сезоне 1961/62 Батгейт разделил первое место по количеству очков по системе «гол+пас» с Бобби Халлом, уступив ему Арт Росс Трофи только по вторичному показателю — Халл забросил больше шайб, в то время как Батгейт сделал больше результативных передач. В 1959 году один эпизод с участием Батгейта стал ключевым для всей истории НХЛ, хотя он не был связан с конкретным достижением для самого нападающего. В матче с «Монреаль Канадиенс» пущенная Батгейтом шайба попала в лицо вратарю монреальской команды Жаку Планту, которому пришлось после этого наложить швы. Когда Плант в следующий раз вышел на площадку, на нём была маска — первая вратарская маска, надетая в матче НХЛ.
Несмотря на личные успехи Батгейта, в целом «Нью-Йорк Рейнджерс» в этот период выступали посредственно, за 12 сезонов с участием Батгейта только трижды пробившись в плей-офф Кубка Стэнли. Даже в звёздный для Батгейта сезон 1958/59 его команда закончила регулярный чемпионат на пятом месте, не попав в плей-офф. В итоге 22 февраля 1964 года Батгейт вместе с ещё одним игроком «Рейнджерс» — Доном Маккенни — был обменян в «Торонто Мейпл Лифс», одну из трёх сильнейших команд НХЛ («Торонто», «Монреаль» и «Детройт Ред Уингз» попеременно завоёвывали Кубок Стэнли каждый год с 1942 по 1967, за исключением сезона 1960/61). По словам тренера «Мейпл Лифс» Панча Имлаха, именно Батгейт был ключевым компонентом в составе клуба, завоевавшего в конце сезона свой третий подряд Кубок Стэнли. Батгейт полностью оправдал возложенные надежды и забросил победный гол в решающей, седьмой игре финальной серии, пробив по воротам выше левого плеча вратаря «Детройта» Терри Савчука.
Однако следующий сезон с «Торонто» оказался для Батгейта испорчен переломом пальца, после которого он так и не оправился полностью до конца года. «Кленовые листья» проиграли «Монреалю» в полуфинале Кубка Стэнли, а летом Батгейт был продан в «Детройт» в рамках масштабной сделки: вместе с ним в «Ред Уингз» перешли Билли Харрис и Гэри Джарретт, а «Мейпл Лифс» получили сразу пятерых игроков, включая Марселя Проново. Проблемы с пальцем продолжались у Батгейта и в «Детройте», хотя он сумел добраться со своим новым клубом до финала Кубка Стэнли в сезоне 1965/66. Всего за два сезона он принёс «Ред Уингз» 78 очков.
В ходе драфта расширения 1967 года Батгейта выбрал новый клуб НХЛ «Питтсбург Пингвинз», и опытный нападающий в первый сезон «Пингвинз» в лиге стал их лучшим бомбардиром (59 очков в 74 играх). В 1968 году «Питтсбург» вёл переговоры с «Монреалем» о продаже Батгейта. Однако нападающего не устраивали планы «Канадиенс», согласно которым он должен был окончить игровую карьеру и занять пост тренера их дочернего клуба «Монреаль Вояжерс» в АХЛ. Батгейт заявил, что лучше будет играть в младшей лиге, чем сидеть на скамейке в НХЛ, и в итоге провёл следующие два сезона с «Ванкувер Кэнакс» в Западной хоккейной лиге. В эти два года он дважды стал с «Кэнакс» чемпионом лиги, а в сезоне 1969/70 был признан самым ценным игроком ЗХЛ, набрав за год 108 очков (из них 40 голов) в 72 играх.
После двух сезонов в Ванкувере Батгейт вернулся на один год в Питтсбург, в свой последний сезон в НХЛ набрав 44 очка (в том числе 15 голов). В общей сложности за годы, проведённые в НХЛ, он сыграл больше тысячи матчей и набрал 973 очка по системе «гол+пас» (в том числе 349 голов). Затем он провёл год в швейцарской Национальной лиге А как играющий тренер клуба «Амбри-Пиотта». Отработав сезон 1973/74 как тренер клуба ВХА «Ванкувер Блейзерс», в следующем сезоне Батгейт снова, теперь уже в последний раз, вышел на лёд и сыграл за эту же команду 11 матчей как полевой игрок.
По окончании хоккейной карьеры Энди Батгейт увлёкся гольфом и на протяжении многих лет содержал гольф-клуб в Миссиссоге (Онтарио). В 1978 году его имя было включено в списки Зала хоккейной славы одновременно с Жаком Плантом и Марселем Проново; он также был членом Залов спортивной славы Манитобы и Онтарио и Зала хоккейной славы Манитобы. В 2009 году клубом «Нью-Йорк Рейнджерс» за ним был навечно закреплён номер 9. Энди Батгейт умер в феврале 2016 года в возрасте 83 лет. Посмертно, в 2017 году, включён НХЛ в Список 100 величайших игроков

## Статистика выступлений
|             |                    |                    |      | Регулярный сезон | Регулярный сезон | Регулярный сезон | Регулярный сезон | Регулярный сезон |    | Плей-офф | Плей-офф | Плей-офф | Плей-офф | Плей-офф |
| Сезон       | Клуб               | Лига               | И    | Г                | П                | О                | PIM              | И                | Г  | П        | О        | PIM      |          |          |
| ----------- | ------------------ | ------------------ | ---- | ---------------- | ---------------- | ---------------- | ---------------- | ---------------- | -- | -------- | -------- | -------- | -------- | -------- |
| 1948-49     | Виннипег Блэк Хокс | MJHL               | 1    | 0                | 0                | 0                | 0                | —                | —  | —        | —        | —        |          |          |
| 1949-50     | Гуэлф Билтморз     | OHA-Jr.            | 41   | 21               | 25               | 46               | 28               | 15               | 6  | 9        | 15       | 12       |          |          |
| 1949-50     | Гуэлф Билтморз     | Мемориальный кубок | —    | —                | —                | —                | —                | 11               | 10 | 5        | 15       | 8        |          |          |
| 1950-51     | Гуэлф Билтморз     | OHA-Jr.            | 52   | 33               | 57               | 90               | 66               | 5                | 6  | 1        | 7        | 9        |          |          |
| 1951-52     | Гуэлф Билтморз     | OHA-Jr.            | 34   | 27               | 50               | 77               | 20               | 11               | 6  | 10       | 16       | 18       |          |          |
| 1951-52     | Гуэлф Билтморз     | Мемориальный кубок | —    | —                | —                | —                | —                | 12               | 8  | 12       | 20       | 21       |          |          |
| 1952-53     | Гуэлф Билтморз     | OHA-Jr.            | 2    | 2                | 1                | 3                | 0                | —                | —  | —        | —        | —        |          |          |
| 1952-53     | Нью-Йорк Рейнджерс | НХЛ                | 18   | 0                | 1                | 1                | 6                | —                | —  | —        | —        | —        |          |          |
| 1952-53     | Ванкувер Кэнакс    | ЗХЛ                | 37   | 13               | 13               | 26               | 29               | 9                | 11 | 4        | 15       | 2        |          |          |
| 1953-54     | Нью-Йорк Рейнджерс | НХЛ                | 20   | 2                | 2                | 4                | 18               | —                | —  | —        | —        | —        |          |          |
| 1953-54     | Ванкувер Кэнакс    | ЗХЛ                | 17   | 12               | 10               | 22               | 6                | —                | —  | —        | —        | —        |          |          |
| 1953-54     | Кливленд Баронз    | АХЛ                | 36   | 13               | 19               | 32               | 44               | 9                | 3  | 5        | 8        | 8        |          |          |
| 1954-55     | Нью-Йорк Рейнджерс | НХЛ                | 70   | 20               | 20               | 40               | 37               | —                | —  | —        | —        | —        |          |          |
| 1955-56     | Нью-Йорк Рейнджерс | НХЛ                | 70   | 19               | 47               | 66               | 59               | 5                | 1  | 2        | 3        | 2        |          |          |
| 1956-57     | Нью-Йорк Рейнджерс | НХЛ                | 70   | 27               | 50               | 77               | 60               | 5                | 2  | 0        | 2        | 27       |          |          |
| 1957-58     | Нью-Йорк Рейнджерс | НХЛ                | 65   | 30               | 48               | 78               | 42               | 6                | 5  | 3        | 8        | 6        |          |          |
| 1958-59     | Нью-Йорк Рейнджерс | НХЛ                | 70   | 40               | 48               | 88               | 48               | —                | —  | —        | —        | —        |          |          |
| 1959-60     | Нью-Йорк Рейнджерс | НХЛ                | 70   | 26               | 48               | 74               | 28               | —                | —  | —        | —        | —        |          |          |
| 1960-61     | Нью-Йорк Рейнджерс | НХЛ                | 70   | 29               | 48               | 77               | 22               | —                | —  | —        | —        | —        |          |          |
| 1961-62     | Нью-Йорк Рейнджерс | НХЛ                | 70   | 28               | 56               | 84               | 44               | 6                | 1  | 2        | 3        | 4        |          |          |
| 1962-63     | Нью-Йорк Рейнджерс | НХЛ                | 70   | 35               | 46               | 81               | 54               | —                | —  | —        | —        | —        |          |          |
| 1963-64     | Нью-Йорк Рейнджерс | НХЛ                | 56   | 16               | 43               | 59               | 26               | —                | —  | —        | —        | —        |          |          |
| 1963-64     | Торонто Мейпл Лифс | НХЛ                | 15   | 3                | 15               | 18               | 8                | 14               | 5  | 4        | 9        | 25       |          |          |
| 1964-65     | Торонто Мейпл Лифс | НХЛ                | 55   | 16               | 29               | 45               | 34               | 6                | 1  | 0        | 1        | 6        |          |          |
| 1965-66     | Детройт Ред Уингз  | НХЛ                | 70   | 15               | 32               | 47               | 25               | 12               | 6  | 3        | 9        | 6        |          |          |
| 1966-67     | Детройт Ред Уингз  | НХЛ                | 60   | 8                | 23               | 31               | 24               | —                | —  | —        | —        | —        |          |          |
| 1966-67     | Питтсбург Хорнетс  | АХЛ                | 6    | 4                | 6                | 10               | 7                | —                | —  | —        | —        | —        |          |          |
| 1967-68     | Питтсбург Пингвинз | НХЛ                | 74   | 20               | 39               | 59               | 55               | —                | —  | —        | —        | —        |          |          |
| 1968-69     | Ванкувер Кэнакс    | ЗХЛ                | 71   | 37               | 36               | 73               | 44               | 8                | 3  | 5        | 8        | 5        |          |          |
| 1969-70     | Ванкувер Кэнакс    | ЗХЛ                | 72   | 40               | 68               | 108              | 66               | 16               | 7  | 5        | 12       | 8        |          |          |
| 1970-71     | Питтсбург Пингвинз | НХЛ                | 76   | 15               | 29               | 44               | 34               | —                | —  | —        | —        | —        |          |          |
| 1971-72     | Амбри-Пиотта       | НЛА                | 21   | 20               | 15               | 35               | —                | —                | —  | —        | —        | —        |          |          |
| 1974-75     | Ванкувер Блейзерс  | ВХА                | 11   | 1                | 6                | 7                | 2                | —                | —  | —        | —        | —        |          |          |
| Итого в НХЛ | Итого в НХЛ        | Итого в НХЛ        | 1069 | 349              | 624              | 973              | 624              | 54               | 21 | 14       | 35       | 76       |          |          |